# 金喜生
金喜生（1942年1月—），男，汉族，甘肃庆阳人，中华人民共和国政治人物，曾任中共林芝地委书记，西藏自治区人大常委会副主任。